# Società Ligure di Storia Patria

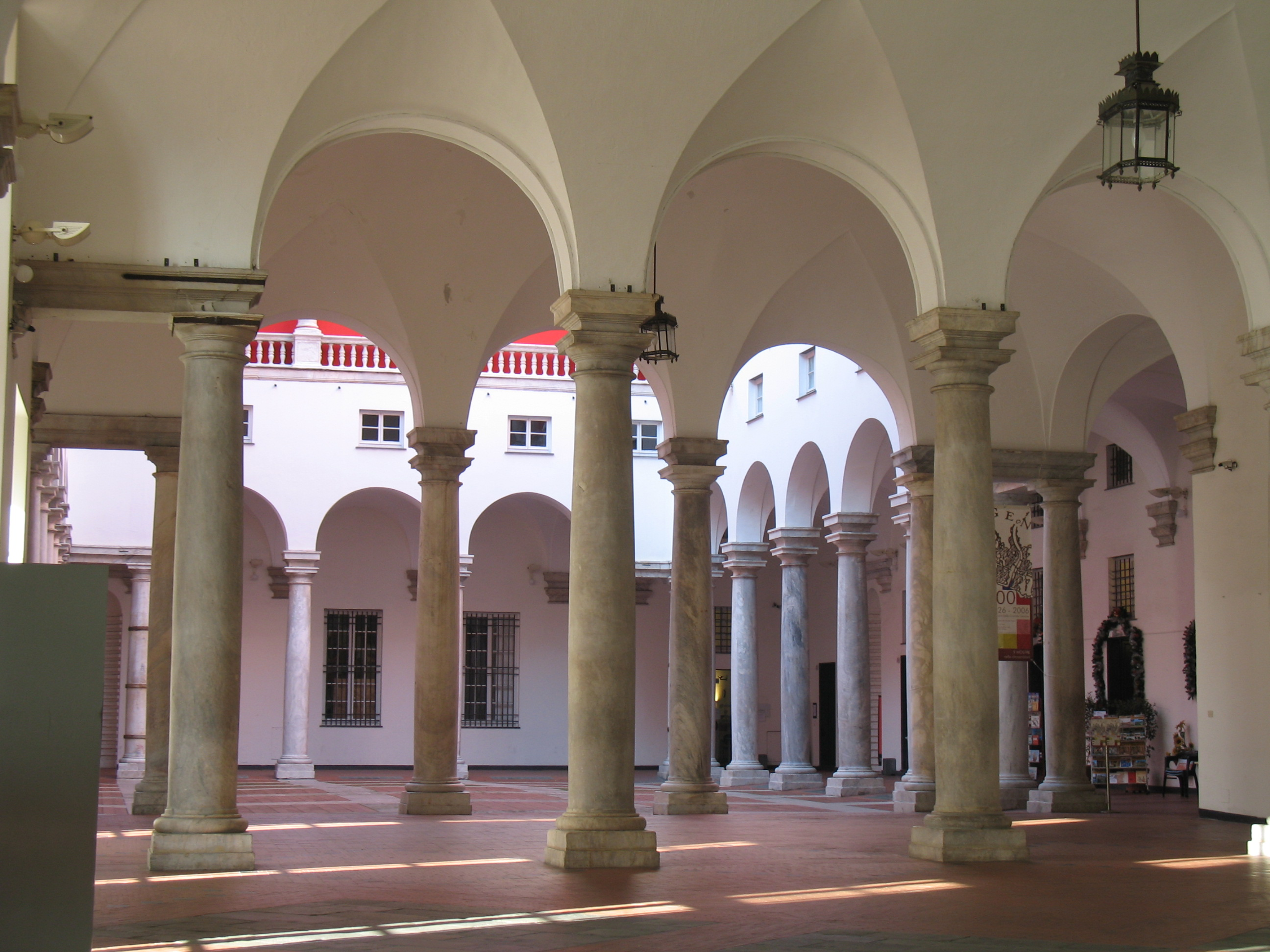
Il Palazzo Ducale di Genova ospita la sede della Società ligure di storia patria

La Società Ligure di Storia Patria è un'associazione storica ONLUS con sede a Genova, presso il Palazzo Ducale, che si occupa della tutela della conoscenza della storia cittadina attraverso la raccolta e pubblicazione di documenti, in parte riuniti in atti. Fu costituita nel 1857.

## Storia
Prima società storica sorta in Italia per volontà di privati «senza l'appoggio di potenti», come ebbe a dire uno dei fondatori, in riferimento alla Regia deputazione subalpina istituita nel 1833 con regio decreto, fu fondata il 22 novembre 1857 (quindi quattro anni prima dell'unità d'Italia) ad opera di un gruppo di personalità del mondo culturale cittadino.
La sede sociale è stata per lungo tempo ubicata nel quartiere di Albaro prima di essere trasferita dagli anni 1990 a Palazzo Ducale. Uno dei membri più significativi fu il marchese Paolo Alerame Spinola, che ne fu tesoriere per quarant'anni diventandone vicepresidente nel 1929.

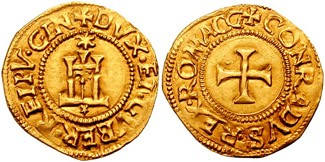
Uno scudo genovese del 1541

Per statuto, la società - a cui possono iscriversi tanto privati cittadini quanto enti - ha, in particolare, come fine «l'indagine delle memorie di Genova, del suo territorio e dei suoi antichi domini» (cioè le colonie genovesi) curando «la conservazione e la illustrazione dei monumenti d'ogni tempo più lontano e mettendo in luce le vecchie cronache, onde riceve maggior lume e sicurezza di prove la verità storica».
Campo di attività è anche la tutela, la promozione e la valorizzazione del settore della numismatica, con riferimento alla storia della Repubblica di Genova e degli istituti di zecca presenti in Liguria (vedi: Monetazione genovese). Tale attività viene svolta in stretto vincolo con il Circolo numismatico ligure "Corrado Astengo".
Dagli anni 1980 agli anni 2000 la Società ha più che raddoppiato il numero delle pagine degli Atti pubblicati, quadruplicando la consistenza libraria della propria biblioteca e promuovendo attività di ricerca in collaborazione con l'ateneo genovese con cicli di conferenze, convegni nazionali e internazionali e pubblicando volumi di concerto con L'École française di Roma, la Regione Liguria, l'Istituto veneto di scienze lettere ed arti e con il Ministero per i beni e le attività culturali.
Nel 2004-2005 l'istituzione ha edito la monumentale "Storia della cultura ligure", tetralogia curata da Dino Puncuh, allora presidente della società, opera a cui hanno contribuito circa 40 studiosi.
Ha inoltre curato e allestito mostre e convegno sulla cartografia e le istituzioni in età moderna.